# Sphenoclea zeylanica
Sphenoclea zeylanica, jednogodišnja poluvodena zeljasta biljka iz reda Solanales koja pripada rodu Sphenoclea, jedinom u porodici Sphenocleaceae. Ova invazivna vrsta porijeklom je iz tropske Afrike i Azije odakle se raširila u obje Amerike i Oceaniju, tako da za nju postoje brojni narodni nazivi.

## Opis
Stabljika je uspravna, šuplja, a naraste do 150 cm visine (4 stope) s klasovima bjelkastih cvjetova. Zapadnoafrička vrsta S. dalzielli razlikuje se po svojim obrnuto jajolikim listovima. Od Campanulaceae se razlikuje po tome što ima preklapajuće režnjeve vjenčića (latica) u pupoljku i čahuru koja se otvara pomoću poklopca. Peterokraki cvjetovi su zbijeni, a uski listovi ovalnog oblika.

## Sinonimi
- Sphenoclea pongatia A. DC.
- Sphenoclea pongatium DC.

## Galerija
- S. zeylanica
- S. zeylanica